# Funnel Weaver
Funnel Weaver är det sjunde studioalbumet av gitarristen Buckethead utsläppt 15 februari 2002. Albumet är annorlunda än alla andra album han har skapat på det sättet att detta innehåller 49 korta låtar. Låtarna består främst av prover och slingor gjorda med trummaskin och tunga riff med gitarr och noodling ovanpå.